# Cine Ópera
O Cine Ópera, também conhecido como "Bonzão-Bonitão", é um equipamento cultural localizado na cidade de Belém, no Pará, remanescente histórico dos cine-teatros e dos chamados cinemas de rua. Foi o único cinema brasileiro que utilizou projetores cinematográficos movidos à queima de carvão. É um dos cinemas mais antigos da capital paraense. Destingue-se por exibir apenas filmes erótico-pornográficos desde janeiro de 1985 e está localizado na praça da Basílica Santuário de Nossa Senhora de Nazaré, principal edificação católica da cidade.

## História
O Cine Ópera foi inaugurado em 28 de março de 1961, com a exibição do longa-metragem “Noites do Papagaio Verde”, produzido em 1957, pelo diretor alemão Georg Jacob. Foi fundado pela empresa de exibidores Irmãos Hage Cia Ltda, formada pelos irmãos libaneses João Jorge Hage e Elias Hage, e por suas esposas, Geny Abinader Hage e Joana Hage. No acordo firmado em cartório, ficava clara a atuação de cada um dos irmãos:

Elias disponibilizaria o capital para a construção do cinema e seria o responsável pela direção do escritório da firma. Já João entregaria, como parte, seu terreno na Praça Justo Chermont e seria o responsável por administrar o cinema.
Ao longo dos anos, em suas telas, foram projetados filmes estrangeiros de todos os gêneros, provindos de países que despertavam menor interesse entre os demais estabelecimentos da área: filmes russos, franceses, italianos etc.

Em 1974, a empresa de Livio Bruni alugou o Cine Ópera que, em seus anúncios no jornal, passou a se chamar “Cine Ópera Belém, Livio Bruni”. Provavelmente, antes de o empresário assumir o cinema da família Hage, este estava alugado para a Nordeste Filmes. Na administração da empresa de Bruni, os filmes se intercalam no que diz respeito ao seu estilo, de obras clássicas como “Marcelino Pão e Vinho” (1955), do diretor Ladislao Vajda, até o sangrento western europeu “Django contra 4 irmãos” (1969), de Luigi Batzella.
[...]
A parceria entre a empresa de Lívio Bruni e o Cine Ópera se encerrou no decorrer do ano de 1978. O cinema voltou para as mãos da Família Hage que passou, sob influência de uma nova distribuidora também com localização na cidade de Recife, a Centerfilmes, a experimentar fitas pornôs, que começavam a ser liberadas pela censura da Ditadura a partir de 1980, mesmo com algumas restrições.
Contudo, na década de 1980, todos os cinemas brasileiros sofreram uma crise. Foi o período em que se fortaleceu o cartel de duas poderosas empresas nacionais exibidoras cinematográficas, gerenciadas pelo próprio Livio Bruni que passara pelo Cine Ópera e por Luiz Severiano Ribeiro. Nesse período, o responsável pelo Cine Ópera, João Hage (não mais acompanhado do irmão, que havia falecido), precisou traçar uma estratégia para que o estabelecimento não fechasse as portas. Percebendo que a audiência dos filmes adultos era desproporcional, optou por aumentar, de forma gradual e intercalada, o número de sessões desse gênero.

Foi na época do videocassete, foi o fim da censura. Então ele passou aqui no Ópera filmes de faroeste, aqueles italianos e também não deu certo, [...] passou Karatê, aqueles de Kung Fu, que o cara voa, chuta e tudo [...] e depois aí ele passou terror também e não deu certo, incrível. Aí passou um filme de sexo, um filme só, e aí deu uma bilheteria boa, ele pediu outro e passou, e assim foi, quer dizer, chegou um momento que ele não teve como, foi uma situação de ou deixar aberto ou fechar.— Luiz Alberto Toureiro Hage, engenheiro elétrico e atual responsável pelo Cine Ópera, 50 anos, entrevista realizada em 22/09/2014.

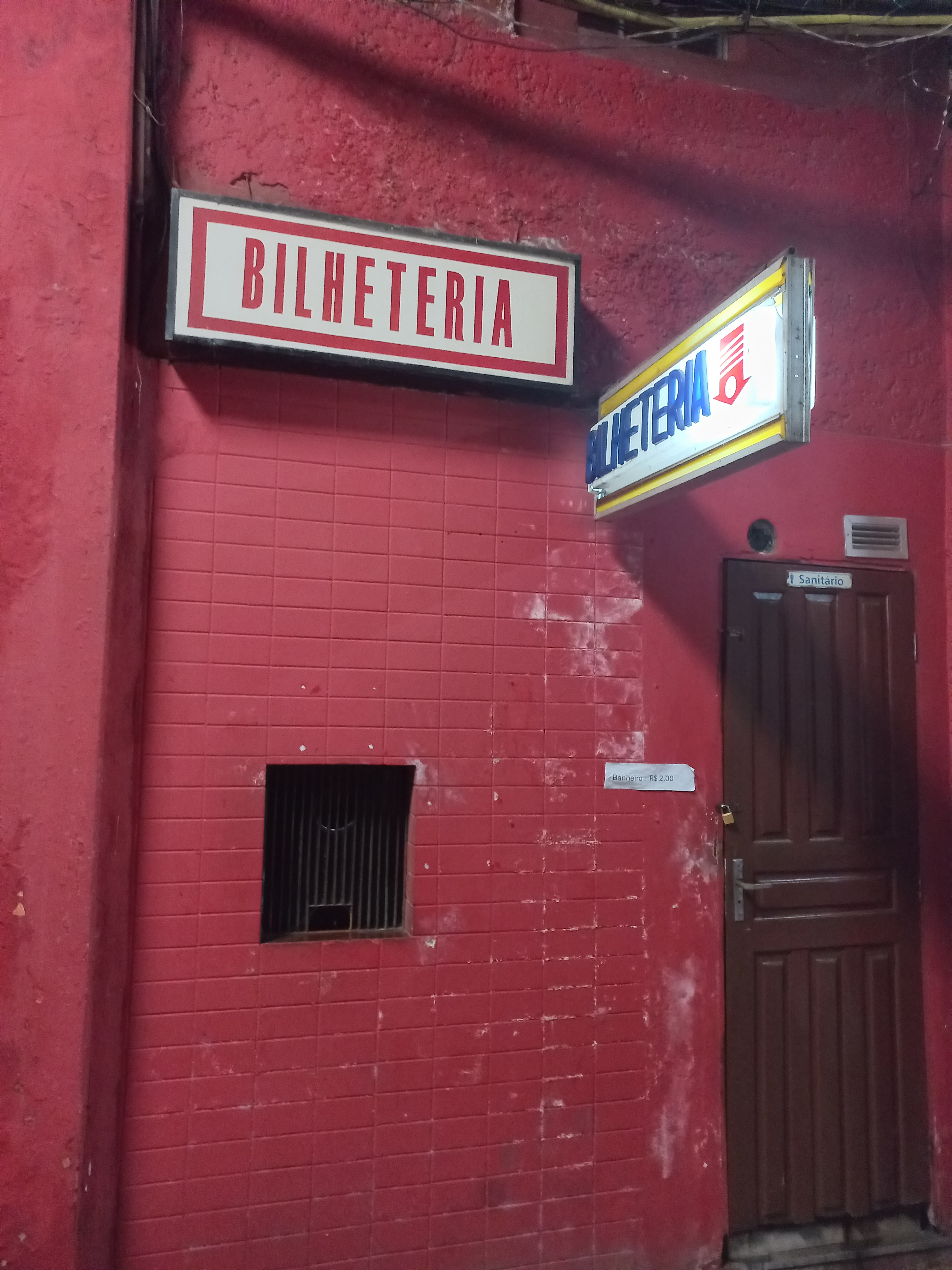
Bilheteria do Cine Ópera

Por fim, em janeiro de 1985, toda a grade de entretenimento do Cine Ópera acabou preenchida por filmes do gênero erótico-pornográfico. A decisão foi tomada em conjunto com a distribuidora recifense Centerfilmes, de Werneck Sereno, que fornecia as fitas para o Cine Ópera. É quando o espaço "se especializa em pornô hardcore, de sexo explícito mesmo, diferente do que havia nas pornochanchadas", e passa a ficar conhecido como “o único ‘cinema de pegação’ de Belém do Pará” (em parte por ter se tornado um espaço seguro para o público gay).
Em 2019, o responsável pelo Cine Ópera era um dos netos de um dos fundadores, o engenheiro elétrico Luiz Alberto Toureiro Hage, e o espaço já estava à venda havia mais de 10 anos. Segundo Luiz Alberto,

Fiquei responsável porque trabalhava com o vovô desde a época de universitário, com 18 anos. Hoje tenho 50. Meu avô já morreu. Dois dos três filhos também. A gente mantém ele aberto, até que seja dado um destino pro cinema [...].
Apesar da queda de cerca de 30% nas vendas da bilheteria e embora todo o rendimento do estabelecimento fosse revertido para sua manutenção, ele continuava em funcionamento em 2019, com programação diária entre as 13h e as 20h.
Ao longo dos anos, os proprietários tentaram impedir alguns fetiches sexuais entre o público pagante, como o exibicionismo e o voyerismo; mas, como eram tão recorrentes, acabaram por entender e rotular o espaço como "uma área livre de diversão entre adultos".

## Arquitetura

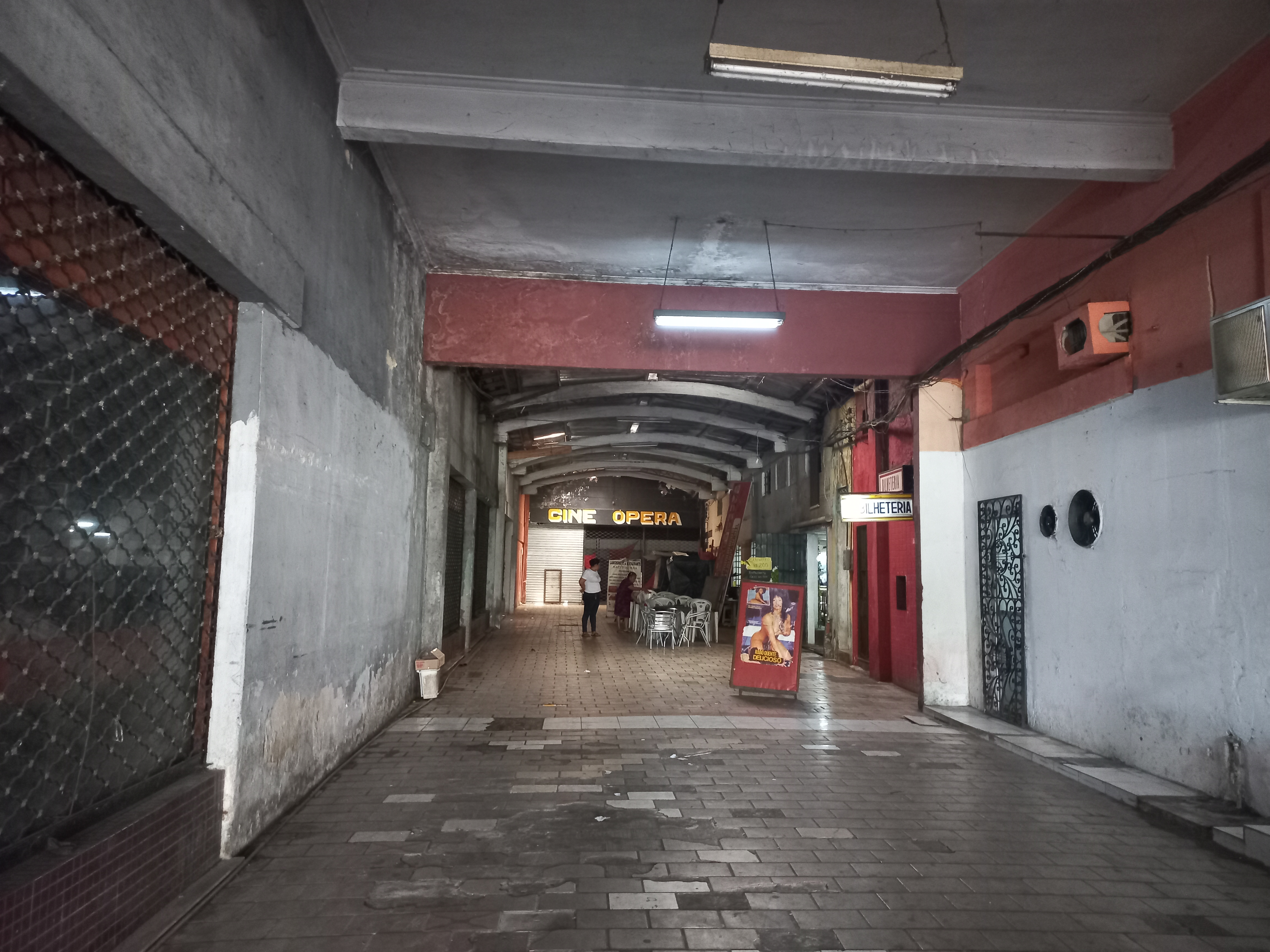
Galeria onde fica o Cine Ópera

O Cine Ópera está localizado em frente à praça da Basílica Santuário de Nossa Senhora de Nazaré, área conhecida como Centro Arquitetônico de Nazaré, onde acontece anualmente o evento religioso mais importante da cidade: o Círio de Nazaré. A fachada é estreita e passa despercebida entre as demais do conjunto construído. Na sala de exibição, as poltronas ainda são as antigas de madeira e, abaixo da tela de projeção, há um palco para eventuais apresentações especiais, sobretudo eventos musicais. Outro detalhe interessante é a permanência dos antigos elementos da infraestrutura de ar insuflado, que servia para refrigerar o ambiente por meio da retirada do ar quente.

## Homenagens
- 2013 - Foi tema do documentário “Ópera: o bonzão bonitão”, dirigido pelo paraense Victor de La Rocque, filmado e exibido no próprio Cine Ópera. O documentário foi resultado de bolsa de experimentação artística do Instituto de Artes do Pará.[1][3]
- 2014 - Foi tema da peça de teatro "Ópera Profano", da companhia de teatro Nós e os outros, com trama de Carlos Correia Santos.[1][3]

A história [da peça de teatro "Ópera Profano"] narra como a travesti Tota rouba a imagem de Nossa Senhora de Nazaré momentos antes da procissão de Trasladação e a leva para dentro do Cine Ópera, a fim de realizar o sonho de sua amiga a travesti Baby que, portadora do vírus HIV, gostaria muito de estar perto da santa para rezar pedindo um bom descanso.

## Curiosidades
- O Cine Ópera está localizado na praça da Basílica Santuário de Nossa Senhora de Nazaré, principal edificação católica da cidade.[1]
- À época da inauguração do Cine Ópera, havia outras 11 salas em funcionamento na cidade de Belém: os Cines ABC, Guarani, Independência, Iracema, Moderno, Nazaré, Olímpia, Palácio, Paraíso, Popular e Vitória.[3]
- O título original do primeiro filme exibido no Cine Ópera é Nachtsim Grünen Kakadu.[3]
- Foi o "único cinema do Brasil a exibir películas pornográficas com aparelhos de projeção movidos à queima de carvão".[1]
- Até pouco tempo antes de 2018, o Cine Ópera era "o único cinema pornô no país a [ainda] exibir filmes em película".[3]
- João Hage faleceu em 15 de março de 1993.[3]
- O estabelecimento conta com um espaço de armazanamento onde guardam parte da sua história: os antigos projetores movidos a carvão e algumas películas.[1]